# Alaptus fusculus
Alaptus fusculus är en stekelart som beskrevs av Walker 1846. Alaptus fusculus ingår i släktet Alaptus och familjen dvärgsteklar. Inga underarter finns listade i Catalogue of Life.